# Басано дел Грапа
Баса̀но дел Гра̀па (на италиански: Bassano del Grappa; на венециански: Bassan, Басан) е град и община в Северна Италия, провинция Виченца, регион Венето. Разположен е на 129 m надморска височина. Населението на общината е 43 372 души (към 2015 г.).

## Известни личности
Родени в Басано дел Грапа
- Якопо Басано (1510 – 1592), художник
- Джузепе Бетуси (1512 – 1573), писател
- Федерико Маркети (р. 1983), футболист

Починали в Басано дел Грапа
- Якопо Басано (1510 – 1592), художник